# Ощепков Андрій Іванович
Андрі́й Іва́нович Още́пков (* 27 грудня 1922, с. Барсуково (нині — Тальменський район Алтайського краю, Росія) — † 24 серпня 1943) — Герой Радянського Союзу, командир відділення мотострілецького батальйону 10-ї гвардійської механізованої бригади 5-го гвардійського механізованого корпусу 5-й гвардійської танкової армії Степового фронту, гвардії старший сержант.

## Біографія
Народився 27 грудня 1922 р. в селі Барсуково нині Тальменського району Алтайського краю в селянській родині. Росіянин. Закінчив 6 класів, курси трактористів. Працював трактористом у колгоспі.
У Червоній Армії з 1941 р. На фронті під час німецько-радянської війни — з грудня 1942 року.
24 серпня 1943 р. з групою розвідників проник у тил німецької армії біля села Буди Харківського району. У бою розвідувальною групою було вбито близько 50 німецьких солдатів і знищено 5 ворожих вогневих точок. Андрій  Ощепков у сутичці з противником отримав поранення, потім кинувся на амбразуру ворожого дзоту та загинув. 
Похований у братській могилі в селі Коротич Харківської області. Указом Президії Верховної Ради СРСР від 10 березня 1944 р. за зразкове виконання бойових завдань командування на фронті боротьби з німецько-фашистськими загарбниками та виявлені при цьому мужність і героїзм А. Ощепкову посмертно присвоєно звання Героя Радянського Союзу.
Нагороджений орденом Леніна, медалями.

## Вшанування пам'яті
Село Петрівка Павловського району Алтайського краю, де жив Андрій Ощепков, названо його ім'ям. В Алтайському краї вулиці в смт Павловськ і місті Барнаулі мають ім'я Андрій Ощепкова. Також його ім'я увічнено на Меморіалі Слави в Барнаулі.
У місті Харкові ім'ям Андрія Ощепкова названо вулицю в житловому масиві Нові будинки, що простягнулася від станції метро «Армійська» на проспекті Героїв Харкова до вулиці Каденюка. 5 лютого 2025 року, радянську меморіальну дошку на честь Андрія Ощепкова в місті Харкові — було демонтовано.
Поблизу автошляху Харків—Мерефа, проти селища Високий Харківського району, була споруджена стела Ощепкову. Пам'ятник Герою встановили біля селища 23 серпня 2008 р. на місці загибелі Андрія, де раніше стояв невеликий монумент.